# Matteo Ferrari
Matteo Ferrari (5. prosinec 1979, Aflou, Alžírsko) je bývalý italský fotbalový obránce.

## Klubová kariéra
Fotbalovou kariéru začal v mládežnické akademii SPAL. V roce 1996 si jej všimli činovníci z Interu. V letech 1997 až 2000 působil na hostování v Janově, Lecce a v Bari. Sezonu 2000/01 již odehrál v Interu a nastoupil do celkem 27 utkání.
Po sezoně odešel do Parmy, kde hrál tři roky a vyhrál zde italský pohár 2001/02. V létě 2004 byl prodán do Říma. Odehrál zde první zápasy v LM a také finále italského poháru, které ale prohrál. Po sezoně byl poslán na roční hostování do anglického Evertonu. Po návratu hrál další dva roky za vlky a slavil s nimi vítězství italského poháru (2006/07, 2007/08) i italského superpoháru (2007).
V roce 2008 odešel do Janova a po jedné dobré sezoně, když s Janovem skončil na 5. místě v lize, byl prodán do tureckého Beşiktaşi. Tady vyhrál Turecký pohár (2010/11), ale v na konci léta 2011 ukončuje s klubem smlouvu.
Poslední angažmá našel v kanadském klubu Montréal Impact, který hrál MLS. Hrál zde v letech 2012 až 2014 a vyhrál zde dvakrát kanadský šampionát (2013, 2014) a také byl ve finále LM CONCACAF 2014/15. Po výsledcích 1:1 a 2:4 prohráli s mexickým klubem América.

## Přestupy
- z Inter do Parma za 5 160 000 Euro
- z Parma do Řím za 7 000 000 Euro
- z Řím do Janov zadarmo
- z Janov do Beşiktaş za 5 000 000 Euro

## Hráčská statistika
| Sezóna  | Klub            | Liga           | Liga   | Liga | Národní poháry | Národní poháry | Národní poháry | Kontinentální poháry | Kontinentální poháry | Kontinentální poháry | Celkem | Celkem |
| Sezóna  | Klub            | Soutěž         | Zápasy | Góly | Soutěž         | Zápasy         | Góly           | Soutěž               | Zápasy               | Góly                 | Zápasy | Góly   |
| ------- | --------------- | -------------- | ------ | ---- | -------------- | -------------- | -------------- | -------------------- | -------------------- | -------------------- | ------ | ------ |
| 1996/97 | Inter           | Serie A        | 0      | 0    | IP             | 0              | 0              | UEFA                 | 0                    | 0                    | 0      | 0      |
| 1997    | Inter           | Serie A        | 0      | 0    | IP             | 0              | 0              | UEFA                 | 0                    | 0                    | 0      | 0      |
| 1997/98 | Janov           | Serie B        | 3      | 0    | IP             | 0              | 0              | -                    | 0                    | 0                    | 3      | 0      |
| 1998/99 | Lecce           | Serie B        | 14     | 0    | IP             | 2              | 1              | -                    | 0                    | 0                    | 17     | 1      |
| 1999/00 | Bari            | Serie A        | 26     | 0    | IP             | 2              | 0              | -                    | 0                    | 0                    | 28     | 0      |
| 2000/01 | Inter           | Serie A        | 19     | 0    | IP+IS          | 1+0            | 0              | UEFA                 | 7                    | 0                    | 27     | 0      |
| 2001/02 | Parma           | Serie A        | 16     | 0    | IP             | 4              | 0              | UEFA                 | 4                    | 0                    | 24     | 0      |
| 2002/03 | Parma           | Serie A        | 32     | 2    | IP             | 1              | 0              | UEFA                 | 4                    | 0                    | 37     | 2      |
| 2003/04 | Parma           | Serie A        | 33     | 0    | IP             | 2              | 0              | UEFA                 | 6                    | 0                    | 41     | 0      |
| 2004/05 | Řím             | Serie A        | 35     | 0    | IP             | 7              | 0              | LM                   | 4                    | 0                    | 46     | 0      |
| 2005/06 | Everton         | Premier League | 8      | 3    | AP+ALP         | 3+1            | 0              | UEFA                 | 1                    | 0                    | 13     | 0      |
| 2006/07 | Řím             | Serie A        | 27     | 2    | IP+IS          | 6+0            | 0              | LM                   | 6                    | 0                    | 39     | 2      |
| 2007/08 | Řím             | Serie A        | 16     | 0    | IP+IS          | 2+0            | 0              | LM                   | 5                    | 0                    | 23     | 0      |
| 2008/09 | Janov           | Serie A        | 33     | 0    | IP             | 2              | 0              | -                    | 0                    | 0                    | 35     | 0      |
| 2009/10 | Beşiktaş        | Süper Lig      | 23     | 0    | TP+TS          | 0+0            | 0              | LM                   | 6                    | 0                    | 30     | 0      |
| 2010/11 | Beşiktaş        | Süper Lig      | 7      | 0    | TP             | 0              | 0              | EL                   | 9                    | 0                    | 16     | 0      |
| 2012    | Montréal Impact | MLS            | 25     | 0    | KŠ             | 2              | 0              | -                    | 0                    | 0                    | 27     | 0      |
| 2013    | Montréal Impact | MLS            | 31+1   | 1    | KŠ             | 2              | 0              | LMC                  | 2                    | 0                    | 36     | 1      |
| 2014    | Montréal Impact | MLS            | 25     | 0    | KŠ             | 0              | 0              | LMC                  | 4                    | 0                    | 29     | 0      |
| Celkově | Celkově         | Celkově        | 362    | 5    | -              | 38             | 1              | -                    | 55                   | 0                    | 455    | 6      |

## Reprezentační kariéra

### Juniorská
I když byl původem z Alžírska, díky italskému otci se rozhodl reprezentovat Itálii. Začal již od mládeže: do 15, 16, 17 a 20 let. V roce 2000 vyhrál ME U21. Celkem za Itálii U21 odehrál 27 utkání a vstřelil tři branky.

### Seniorská
Za reprezentaci odehrál 11 utkání. První utkání odehrál 20. listopadu 2002 proti Turecku (1:1). Většinou hrál v přátelských utkání a zúčastnil se dvou OH (2000, 2004). Má bronzovou medaili z roku 2004. Také byl v nominaci na ME 2004, jenže neodehrál tady žádné utkání. Posledním zápasem bylo 30. května 2004 proti Tunisku (4:0).

## Úspěchy

### Klubové
- 3× vítěz italského poháru (2001/02, 2006/07, 2007/08)
- 1× vítěz italského superpoháru (2007)
- 1× vítěz tureckého poháru (2010/11)
- 2× vítěz kanadského šampionátu (2013, 2014)

### Reprezentace
- 1× na ME (2004)
- 2× na ME 21 (2000 – zlato, 2002 – bronz)
- 2× na OH (2000, 2004 – bronz)

### Vyznamenání
Řád zásluh o Italskou republiku (27. 9. 2004) z podnětu Prezidenta Itálie 